# Gemeente des Heeren

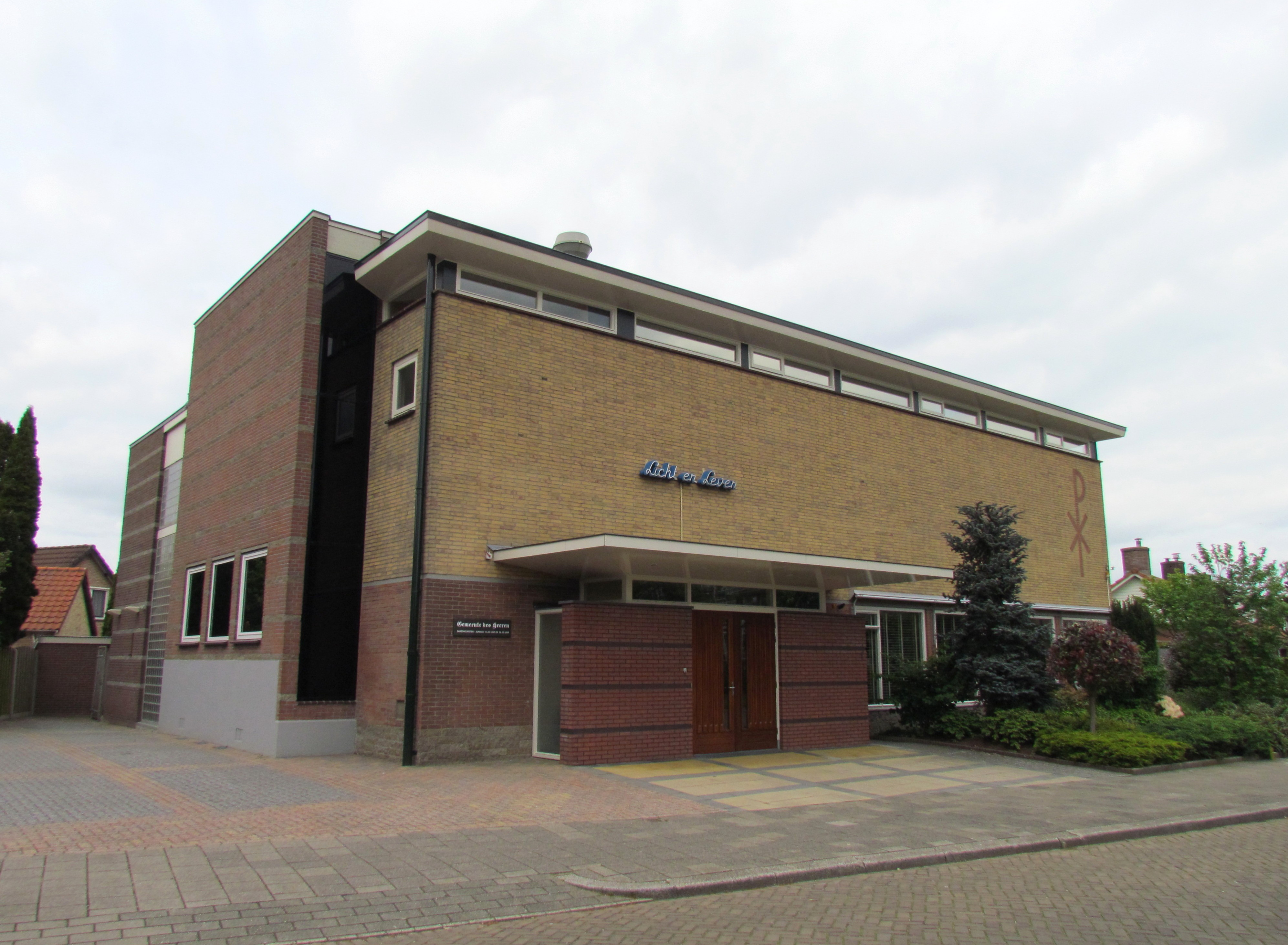
'Licht en Leven', gebouw van de Gemeente des Heeren in Apeldoorn

Onder de naam Gemeente des Heeren bestaan twee teruggetrokken christelijke geloofsgemeenschappen met een gezamenlijke oorsprong. Kenmerkend is dat inspiratie door de Heilige Geest als een leidraad in het leven wordt beschouwd. Door middel van persoonlijke getuigenissen en zang leveren de leden in de erediensten zelf een actieve en wezenlijke bijdrage.

## Geschiedenis
In de loop van de jaren twintig richtte de voormalig veenarbeider Johannes Orsel (1877-1949) uit Nieuwe Pekela de kerk op. Nadat hij van de pleuris genezen was (1918), begon hij onafhankelijk het evangelie te verspreiden in Oost-Groningen. Hij gebruikte hiervoor onder meer een bijbelauto. Enkele families van binnenvaartschippers, met name uit Amsterdam en omstreken, bekeerden zich en stelden geld en schepen ter beschikking voor verder evangelisatiewerk. Een van de schepen werd “Immanuel” gedoopt en had ongeveer honderd zitplaatsen voor samenkomsten. Vanaf 1927 voeren de drie schepen van de Gemeente des Heeren vanuit de provincie Groningen naar het zuiden en in 1929 bereikten ze Haarlem. Onderweg waren enkele gemeenten gesticht. Aan het einde van de jaren 1920 en in het begin van de jaren 1930 werden gemeenten opgericht, die nog bijna allemaal bestaan. Alleen de gemeente in Gelsenkirchen-Buer (Duitsland) werd later opgericht. Door interne onenigheid is de Gemeente des Heeren in 2013 gescheurd. Beide delen blijven de naam Gemeente des Heeren voeren.

## Algemene opvattingen
De Gemeente des Heeren kent geen vastgelegde dogmatiek. Toch zijn er wel algemeen gedeelde opvattingen. 
Christen zijn is alleen mogelijk door het aannemen van het verlossingswerk (dood en opstanding) van Jezus Christus. Dit leven met God is voor iedereen toegankelijk: ieder die dat wil mag deel uitmaken van de Gemeente door zich te bekeren. Deze bekering de wedergeboorte, die God de mens laat ervaren als hij voor Christus kiest, betekent een grote ommekeer in het leven van de bekeerling. Een volgens de beweging op grond van de Bijbel vanzelfsprekende volgende stap is de doop door algehele onderdompeling.
Na de bekering is het de bedoeling om meer en meer het beeld van Jezus Christus in het persoonlijke leven te laten zien. De Bijbel geeft daarvoor aanwijzingen, gebed en gehoorzaamheid aan God zijn nodig om dat doel te bereiken. De twee geboden van het Nieuwe Testament geven de kern van het geloofsleven weer: “En Jezus zeide tot hem: Gij zult liefhebben den Heere, uw God, met geheel uw hart, en met geheel uw ziel, en met geheel uw verstand. Dat is het grootste en eerste gebod. Het tweede is daaraan gelijk: heb uw naaste lief als uzelf.” (Matt. 22, 37-39). Dit leven met God wordt ingegeven door de Heilige Geest: deze vormt een inspiratiebron en geldt als onderwijzer in het dagelijks leven. Ook in de diensten komt dit tot uitdrukking, bijvoorbeeld in het feit dat de voorgangers geen theologische opleiding hebben gevolgd, maar menen te preken op basis van inspiratie door de Heilige Geest. 
Volgens de groepering zal Jezus op aarde weerkomen. Omdat niemand weet wanneer dat zal gebeuren leeft men in het besef er altijd op voorbereid te moeten zijn. Want God zal ieder mens rekenschap vragen van zijn daden en dan volgt het oordeel.

## Diensten
De twee geloofsgemeenschappen waaruit de Gemeente des Heeren bestaat houden op zondag aparte samenkomsten. Daarnaast is er in elke gemeente een gebedsdienst (bidstond) op een andere dag in de week. Elke samenkomst bevat de volgende elementen: samenzang, gebeden, verkondiging van het evangelie en/of getuigenissen en eventueel uitvoeringen van het zangkoor of de muziekgroep van de gemeente. Liederen bij de samenzang worden gezongen uit een bundel die is uitgegeven in eigen beheer. Deze bundel bevat materiaal uit de bundel van Johannes de Heer, de liedbundel Glorieklokken, de liedbundel van het Leger des Heils en een aantal eigen liederen. De gebeden worden hardop uitgesproken door zowel de voorgangers als door de leden. Deze gebeden staan niet vast, maar zijn een persoonlijke uiting van gevoelens. Aan de leden van de Gemeente wordt in de diensten gelegenheid gegeven om te getuigen van het leven met God.
Samenkomsten worden gehouden in Elim, Klazienaveen, Vroomshoop, Apeldoorn, Utrecht, Gelsenkirchen-Buer (Duitsland), Heerlen, Amsterdam en Krimpen aan den IJssel.